# ボディステップ
ボディステップ（英語: BODYSTEP™）は、レスミルズプログラムの一種で、ステップ台を利用した昇降する形式の有酸素運動を主体としたフィットネスプログラムである。

## 概要
- レスミルズプログラムとは、ニュージーランドに本社を置く、「Les Mills International」が考案し、世界中に発信しているフィットネスプログラムである。日本ではコナミスポーツクラブが総代理店であり、コナミスポーツクラブの看板プログラムでもある。このプログラムは同業他社にもライセンス単位で販売しているため、コナミスポーツクラブ以外でも導入しているところもある。頭文字から『BS』と略されることがある。

## 特徴
- リーボック社のTHE STEP（ステップ台）を利用する。通常はサポートブロックを2つ付けた2段で行うが初心者は1段で行っても良い。3段以上のサポートブロックを付けることは禁止されている。
- 他のレスミルズプログラムと同じように振り付けが予め決められており初心者にも比較的覚えやすく出来ている。
- 振り付けの難度の高さよりもシンプルな動きで運動量を確保するようにプログラムされている。
- 安全性が重視されており、台の上に飛び乗る動作は最小限に抑えられている。また踵がステップ台の上に乗るように決められている（転倒防止のため）。

## 所要時間と構成

### ボディステップテック（15分）
初心者が怪我をしないようにするため、また正しい姿勢で運動を行うことで、運動効果を高めるために実施される。インストラクターはステップ特有の動き「オーバー・ザトップ」「アクロス」などステップ台を超える動きを中心に指導する。また台には必ず踵をしっかり乗せることが指導される（転倒防止）

### ボディステップショート又はボディステップ30（30分）
ボディステップを初めて日が浅い初心者・初級者向けのプログラムであり、マスタークラスから初めの6曲が抽出されて行われる。しかしながら1曲目から3曲目までは休み無く連続して行われるため運動強度は高い。

### ボディステップ45（45分）
マスタークラスから、スピードステップとリカバリー・筋力運動の除いた10曲で行われる。

### ボディステップ又はボディステップマスター（60分）
12曲すべてを行うクラスである。全身持久力・心肺機能が十分鍛えられる。腹筋の筋力運動も含まれている。
曲目構成とトレーニング内容については次の通り。
| 曲の順番                     | ボディステップ30 | ボディステップ45 | ボディステップマスター | 主な内容                               |
| ---------------------------- | ---------------- | ---------------- | ---------------------- | -------------------------------------- |
| 1 ウォームアップ             | ●                | ●                | ●                      | 全身の筋肉を暖める                     |
| 2 ステップウォームアップ     | ●                | ●                | ●                      | ステップ台に慣れるためのシンプルな動作 |
| 3 ステップオリエンテーション | ●                | ●                | ●                      | 運動強度が上がる                       |
| 4 ステップアスレティック     | ●                | ●                | ●                      | 腕の動きを取り入れたピーク             |
| 5 ミックスストレングス       | ●                | ●                | ●                      | 心肺機能のリカバリーを含めたステップ   |
| 6 パワーピーク               | ●                | ●                | ●                      | ダイナミックな横運動を含む             |
| 7 ステップリカバリー         | ×                | ●                | ●                      | 心肺機能のリカバリーを含めたステップ   |
| 8 パーティステップ           | ×                | ●                | ●                      | 曲と動きを楽しむ                       |
| 9 スピードステップ           | ×                | ×                | ●                      | 敏捷性を重視したステップ               |
| 10 ピーク                    | ×                | ●                | ●                      | 運動強度が強い最後のトラック           |
| 11 リカバリー・筋力運動      | ×                | ×                | ●                      | 心肺機能のリカバリーと腹筋             |
| 12 クールダウン              | ×                | ●                | ●                      | ストレッチ                             |

- 使用曲については：レスミルズプログラム曲リストを参照
- コリオは「Les Mills International」によってほぼ3ヵ月毎に更新される
- 以前はオプションでジャンプを加えた強度を上げる動きがあったが、コリオ62からは安全性を重視してジャンプをしないことになっている。